# Kraftwerk Taabo
Das Kraftwerk Taabo (französisch Aménagement hydroélectrique bzw. Barrage hydroélectrique de Taabo) liegt in der Region Lagunes der Elfenbeinküste. Der Damm des Kraftwerks staut den Bandama. Etwa 120 km flussaufwärts liegt das Kraftwerk Kossou.

## Staudamm
Bei dem Staudamm handelt es sich um einen Erd- und Steinschüttdamm mit einer Höhe von 34 m. Die Länge der Dammkrone beträgt 6.600 m (bzw. 7.500 m). Bei maximalem Stauziel erstreckt sich der zugehörige Stausee über eine Fläche von rund 69 km² und fasst 630 Mio. m³ Wasser.
Der Staudamm wurde von 1975 bis 1979 errichtet. Der Einstau begann im Februar 1978. Die Kapazität der Hochwasserentlastung beträgt 4.460 m³/s, allerdings besitzt der Staudamm keinen Grundablass.

## Kraftwerk
Das Kraftwerk Taabo ist mit einer installierten Leistung von 210 MW – drei Maschinen mit jeweils maximal 70 MW Leistung – das größte von den derzeit sechs Wasserkraftwerken in der Elfenbeinküste. Die Inbetriebnahme des Kraftwerks erfolgte im Jahre 1979. Es dient der Abdeckung der Grundlast. Die Francis-Turbinen der Maschinen wurden von Vevey und die zugehörigen Generatoren von Westinghouse geliefert.
Das Kraftwerk ist im Besitz des Staates, wird aber von der Compagnie Ivoirienne d’Electricité (CIE), einer Tochter des französischen Eranove-Konzerns, betrieben.

## Sonstiges
Die Elektrizitätswirtschaft in der Elfenbeinküste ist dadurch gekennzeichnet, dass es keinerlei Reservekapazität gibt, so dass der Ausfall eines größeren Kraftwerks zwangsweise zu Stromabschaltungen führt (Stand 2011).
Die jährliche Stromproduktion lag in der Elfenbeinküste 1990 bei 2 Mrd. kWh und 2010 bei 5,9 Mrd. kWh. Der Anteil der Wasserkraft an der Stromerzeugung sank von fast 67 % im Jahre 1990 auf nur noch 27 % im Jahre 2010. Um den steigenden Strombedarf auch weiterhin decken zu können, sollen u. a. weitere Wasserkraftwerke errichtet werden.
Ein Wasserkraftwerk mit einer Leistung von 275 MW soll in Soubré am Sassandra gebaut werden, finanziert zu einem großen Teil durch einen Kredit der chinesischen EXIMBANK. Die geschätzten Kosten liegen bei 331 Mrd. FCFA. Ein weiteres Wasserkraftwerk mit einer Leistung von 44 MW soll am Bandama, ca. 23 km unterhalb des Staudamms von Taabo errichtet werden.
Der durchschnittliche Preis je kWh liegt in der Elfenbeinküste bei 0,12 US-cent. Der IWF drängt die Regierung dazu, die Strompreise zu erhöhen, um die Modernisierung und Erweiterung der Stromversorgung auch finanzieren zu können.